# Tommaso Baldinotti
Tommaso Baldinotti (Pistoia, 7 marzo 1451 – Pistoia, 10 marzo 1511) è stato un nobile, presbitero e poeta italiano.

## Biografia
Nacque a Pistoia il 7 marzo 1451 (anche se alcune fonti hanno citato erroneamente il 25 aprile 1429) da Baldinotto, membro della nobile famiglia Baldinotti e divenuto gonfaloniere nel 1453, come ultimo di cinque figli.
Non si hanno particolari notizie sui suoi studi, compiuti forse a Pistoia o Firenze, ma si sa che già da giovane mostrava un particolare interesse per la letteratura classica: all'età di 14 anni trascriveva opere di Lattanzio mentre nel 1469 pronunciò un paio di orazioni latine nella cattedrale di San Zeno. Probabilmente nella seconda metà del 1470 si trasferì a Roma presso la casa del cardinale Niccolò Forteguerri, già vescovo di Teano, forse per proseguire i suoi studi per poi passare a Firenze, dove come religioso fu addetto alla chiesa di Santa Reparata; in questa città conobbe numerosi letterati e umanisti della corte medicea, incluso lo stesso Lorenzo de' Medici, ma dopo il fallimento della congiura ordita nel 1485 dal padre a Pistoia ai danni dello stesso Lorenzo de' Medici si rifugiò in una sua villa a Ramini, dove trascorse il resto della sua vita continuando a studiare, trascrivere e soprattutto a comporre poesie in volgare e in latino. Dalle sue composizioni emerge che ebbe la possibilità di recuperare i rapporti di amicizia con Lorenzo ma Baldinotti non osò mai tornare a Firenze.